# Lotr Gólo
Romaneto Lotr Góla od Jakuba Arbese zachycuje životní příběh a složitý umělecký vývoj nadaného kočovného herce Sunkovského, kterého ubíjí nezájem a nepochopení publika i malá víra ve vlastní schopnosti a okolní svět.
Příběh začíná autor vyprávět obrazem z dětství herce Sunkovského, žijícího jako dítě po smrti rodičů ve velmi nuzných a ubohých podmínkách. Vychováván je vlastní babičkou, neschopnou již pracovat, odkázanou pro své stáří pouze na almužny poskytované sousedy. V dětství dostal Sunkovský velký životní impuls při zhlédnutí loutkového představení kočovné společnosti, která zavítala do jejich vesnice. Hra „Lotr Gólo“ o padouchovi, krásné královně a jejím zachránci chlapci učaruje. A právě postava tohoto padoucha se později stává tajemnou příčinou hercova složitého uměleckého vývoje. Další ranou, s kterou se musí jeho mladá duše vypořádat, a která bezesporu ovlivnila jeho další psychický vývoj, je babiččina smrt v noci po zhlédnutém představení.
V další části vstupuje do příběhu přímo postava autora a popisuje situaci předcházející jeho seznámení s hercem Sunkovským. Autor pracuje jako dramaturg v Prozatímním divadle v Praze. Od ředitele divadla dostane za úkol najít náhradu za odcházejícího herce pro obor „padouchů“ (nejlépe učiněného lotra Gólu). Nového herce do divadla hledá autor po kočovných společnostech provozujících divadelní umění v různých částech země. Jeho dlouhé hledání mezi nejpřednějšími divadelními kočovnými společnostmi nekončí úspěchem. Když chce se svým snažením skončit, objevuje v jednom představení kočovné divadelní společnosti nižší úrovně herce, kterého považuje díky jeho umění za přesně požadovaný druh „padoucha“. Seznamuje se tak s hercem Sunkovským.
Zbytek příběhu pak popisuje jednotlivá setkání s hercem a poznávání jeho charakteru i názorů na život i umělecké vystupování. Autor poznává v herci klidného člověka velmi vzdáleného padouchům, které hraje, jenže herce opuštěného lidmi, kteří jej připodobňují k postavám a nesnaží se pochopit jeho lidskou stránku. Nabídku vystoupení v přední českém divadle herec Sunkovský rád přijímá a plánuje velké přípravy, aby se umělecky zdokonalil v hraných postavách. Jenže mezi tím dostává autor telegram o výměně ředitele divadla a provedených změnách. Odjíždí zpět do Prahy a ponechává herce v přípravách s příslibem vystoupení. V Praze se pak sám autor stává obětí změn v divadle a je nucen rezignovat na svoji funkci. S hercem Sunkovským však udržuje dlouhá léta písemnou korespondenci. V ní je možné vysledovat vývoj herce a jeho názorů na ztvárňované postavy, stále pochybuje o kvalitě svého vystoupení a nedostává se mu na prknech kočovného divadla uznání, protože tam hrají prim veselé a kladné postavy. V jeho uměleckých snahách jej podporuje myšlenka možnosti vystoupení na prknech pražského divadla, v čemž je autorem podporován. Jenže se stále nic neděje, až jednoho dne dostane autor dopis, že herec Sunkovský se zbláznil a dostal se do blázince, ve kterém nepochopen umírá.
Tento fiktivní příběh odkrývá myšlenkové postoje a naděje nadaného, ale neuznávané kočovného herce, na kterých je celý vystavěn. Je to zajímavá psychologická sonda do života mimopražských umělců své doby.